# Svidník
Svidník (allemand : Obersvidnik, hongrois : Felsővízköz) est une ville de la région de Prešov en Slovaquie, dans la région historique de Šariš. Sa population est de 12 354 habitants.

## Histoire
La première mention écrite de la ville date de 1330.

## Démographie

### Évolution de la population
| Année:               | 1994.  | 2004.   | 2014.   | 2024.    |
| -------------------- | ------ | ------- | ------- | -------- |
| Nombre de personnes: | 12 590 | 12 354  | 11 337  | 9647     |
| Différence:          |        | -1,87 % | -8,23 % | -14,90 % |

| Année:               | 2023. | 2024.   |
| -------------------- | ----- | ------- |
| Nombre de personnes: | 9770  | 9647    |
| Différence:          |       | -1,25 % |

## Galerie

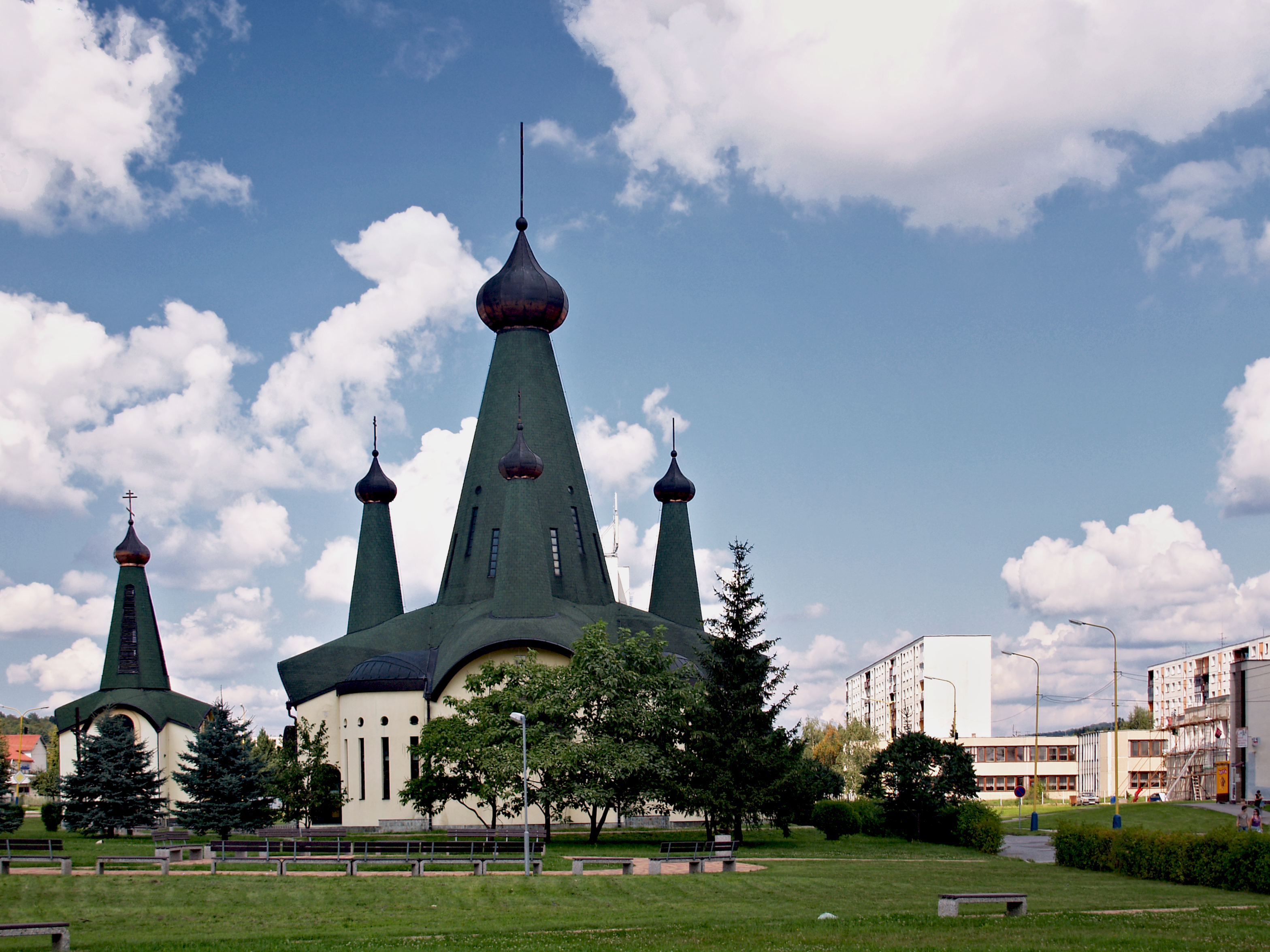
Église de rite orthodoxe russe (Pravoslavny chrám).

## Villes jumelées
- Chrudim  République tchèque
- Świdnik  Pologne
- Strzyzow  Pologne
- Rakhiv  Ukraine